# Daniel Rébillard
Daniel Denis Étienne Rébillard (ur. 20 grudnia 1948 w Tournan-en-Brie) – francuski kolarz torowy i szosowy, mistrz olimpijski oraz dwukrotny medalista torowych mistrzostw świata.

## Kariera
Pierwszy sukces w karierze Daniel Rébillard osiągnął w 1968 roku, kiedy zdobył złoty medal w indywidualnym wyścigu na dochodzenie podczas igrzysk olimpijskich w Meksyku. Na tych samych igrzyskach drużyna francuska zajęła piątą pozycję. Na rozgrywanych rok później torowych mistrzostwach świata w Antwerpii Francuz zdobył dwa brązowe medale. W indywidualnej rywalizacji amatorów uległ jedynie Szwajcarowi Xaverowi Kurmannowi oraz swemu rodakowi Bernardowi Darmetowi; trzeci był również w drużynie, wspólnie z Darmetem, Claude'em Buchonem i René Grignonem. Startował także w wyścigach szosowych, jego największe sukcesy to drugie miejsce w GP de France w 1967 roku oraz trzecie miejsca w Tour des Crombrailles w 1970 roku i Tour de Picardie w 1973 roku. Ponadto w 1973 roku był mistrzem kraju w indywidualnym wyścigu na dochodzenie.